# Mizonocara
Mizonocara is een geslacht van rechtvleugeligen uit de familie veldsprinkhanen (Acrididae). De wetenschappelijke naam van dit geslacht is voor het eerst geldig gepubliceerd in 1912 door Uvarov.

## Soorten
Het geslacht Mizonocara omvat de volgende soorten:
- Mizonocara deserti Uvarov, 1912
- Mizonocara inornata Mishchenko, 1947
- Mizonocara kusnetzovae Umnov, 1931
- Mizonocara notata Mishchenko, 1947
- Mizonocara robusta Mishchenko, 1947
- Mizonocara saksinae Mishchenko, 1989
- Mizonocara uvarovi Bey-Bienko, 1933